# پلنگ سیاه (فیلم ۱۹۲۱)
پلنگ سیاه (انگلیسی: The Black Panther) یک فیلم صامت آلمانی است که در سال ۱۹۲۱ منتشر شد.